# Santa Brígida d'Amer
Santa Brígida d'Amer és una església romànica d'Amer (Selva) protegida com a Bé Cultural d'Interès Local.

## Descripció

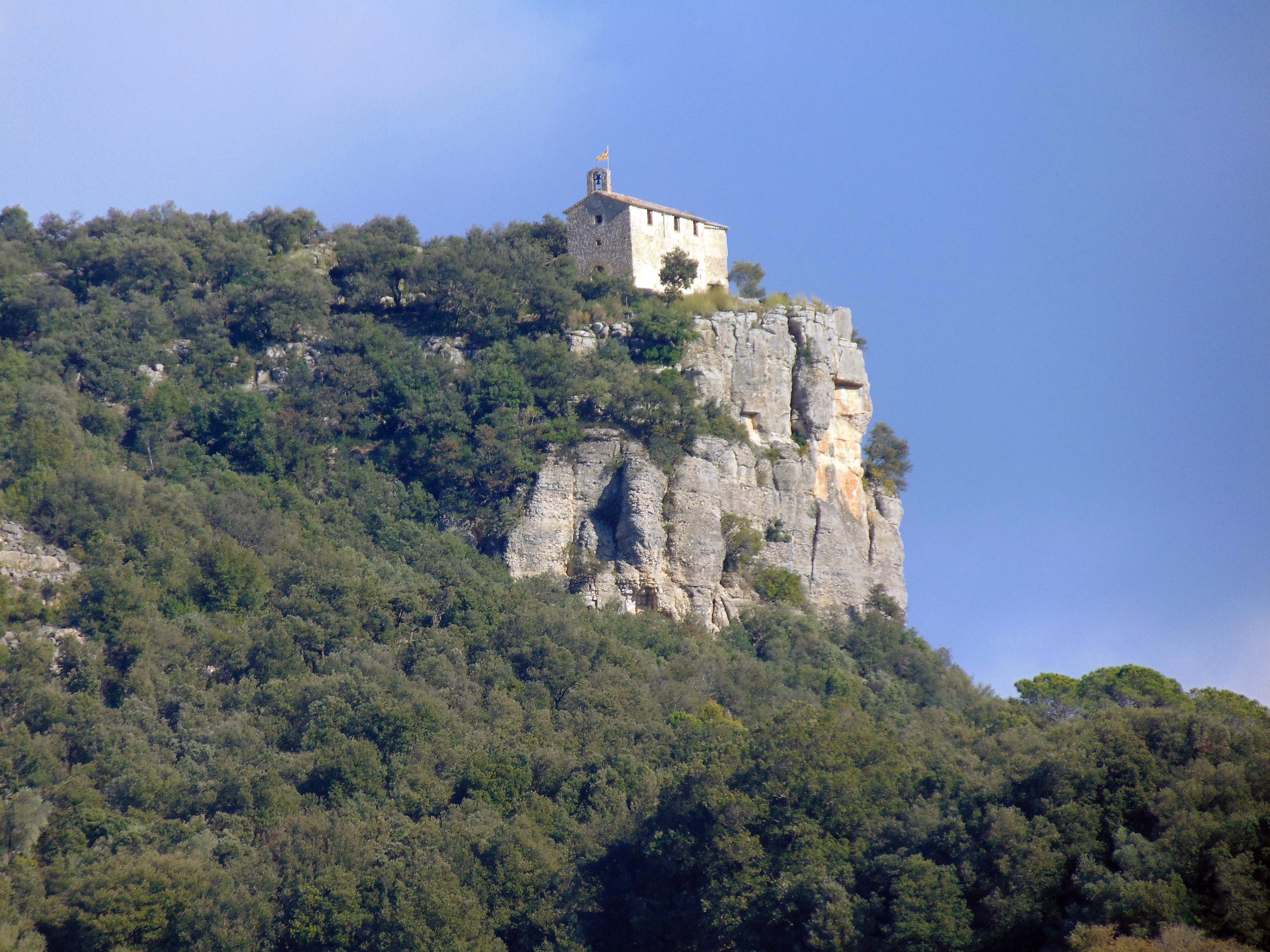
L'ermita sobre l'espadat

Edifici aïllat situat dalt d'un espadat amb unes vistes excel·lents de la vall d'Amer i la rodalia. La construcció consta d'un edifici original de planta rectangular amb absis semicircular, coberta amb una teulada de doble vessant a laterals, i d'un adossat a la part de l'absis amb forma de pentàgon irregular i tres plantes. La coberta interior de l'ermita és de volta de canó i la de l'absis, de quart d'esfera. Tot l'interior de l'ermita està orientada al sud-est a causa de la naturalesa del terreny.
Tot el conjunt està sobrealçat, perquè damunt de la volta de l'església hi ha unes golfes amb el mateix nivell de teulada que l'edificació unida a llevant. Aquesta edificació té una porta d'accés exterior amb permòduls i llinda de fusta, feta de blocs de pedra sorrenca.
La façana principal conté la porta, dues obertures petites i el campanar de cadireta amb la campana Marieta. La porta és adovellada i feta de blocs ben escairats de pedra sorrenca. Sobre la porta hi ha dues finestres petites, un de la nau, a l'alçada del cor, i l'altra de les golfes.
La façana de migdia té una sola obertura, si no comptem l'obertura de l'adossat. La façana oriental conserva restes d'un rellotge de sol mig despintat de color vermell i blanc.
Al costat mateix de l'ermita, al vessant nord, hi ha una font de cisterna anomenada de Sant Bernat i les restes d'una antiga construcció adossada a aquest costat.
El ràfec està format per dues fileres, una de rajola i una de teula.

## Història
Edifici original del segle xi i reconstruït al segle xvii. Originalment fou una capella dependent del monestir d'Amer. És molt possible que durant els terratrèmols de 1427 s'enderroqués totalment o parcialment, com indiquen les diferents parts constructives a l'interior i a l'exterior.
A Santa Brígida, cada primer diumenge de febrer, els amerencs organitzen un aplec d'excursionistes i devots. Aquest aplec ha estat reconegut com a festa tradicional i, a més d'escoltar els goigs cantats de santa Brígida i ballar sardanes, s'hi fa el concurs de xiulet amb cargolina. També s'hi consumeixen els "rocs de Santa Brígida", una mena de galetes que les pastisseries locals elaboren per la festa.
El 2001 fou restaurat pel grup d'excursionistes amerenc Esquelles. Aquesta mateixa entitat excursionista s'encarrega d'organitzar l'aplec des de 1972. Actualment, a les proximitats de l'ermita es practica l'escalada i el parapent.
Santa Brígida és una santa irlandesa dels segles V-VI d.C. Brighid singnifica en gaèlic "la més forta".